# Blepisanis subdorsata
Blepisanis subdorsata là một loài bọ cánh cứng trong họ Cerambycidae.